# Колесников, Андрей Владимирович
Андре́й Влади́мирович Коле́сников (род. 29 июля 1965, Москва) — российский политический обозреватель, политолог, журналист, PR-консультант, юрист, преподаватель, автор книг о российской политике, обществе, реформах, образовании, биограф Е. Гайдара и А. Чубайса.
В прошлом — руководитель программы «Российская внутренняя политика и политические институты» Московского центра Карнеги, шеф-редактор «Новой газеты», заместитель главного редактора журнала «The New Times» (и ранее под названием «Новое время»), заместитель главного редактора газеты «Известия», главный редактор главной редакции общественно-политических материалов «РИА Новости», исполнительный директор по связям с общественностью аудиторско-консалтинговой компании ФБК.
Обозреватель и колумнист ряда российских общественно-политических и деловых изданий. Член Комитета гражданских инициатив. Член управляющего совета Фонда Егора Гайдара.

## Биография
Родился 29 июля 1965 года в Москве. Отец — юрист, впоследствии работник аппарата ЦК КПСС Владимир Иванович Колесников (1928—?). Мать — Адель Давыдовна Колесникова (урождённая Трауб, 1928—?), преподаватель французского языка, автор иллюстрированных словарей, учебников, методических пособий и учебных разговорников для изучения и преподавания французского.
Окончил юридический факультет МГУ им М. В. Ломоносова в 1987 году.
В 1987—1989 годах работал старшим консультантом судебной коллегии по уголовным делам Верховного Суда РСФСР.
С 1989 по 1991 год был литературным сотрудником журнала «Диалог».
В 1991—1993 годах — обозреватель газеты «Российские вести».
В 1991 году параллельно с работой в «Российских вестях» был консультантом министра юстиции РСФСР Николая Фёдорова.
С 1993 по 1995 год заведовал отделом экономики в журнале «Огонёк».
В 1995—1998 годах работал в журнале «Новое время», где был обозревателем и заместителем (с января 1998 года — первым заместителем) главного редактора.
В апреле 1997 года был главным редактором первого номера антифашистского журнала «Диагноз».
В ноябре 1997 года «Общая газета» назвала Андрея Колесникова одним из авторов книги «История приватизации в России», процесс выпуска которой вызывал тогда публичные споры. Сам Колесников в интервью программе НТВ «Сегодня в полночь» заявил, что он редактировал главы, авторами которых были А. Б. Чубайс и М. В. Бойко.
С 1998 по 2001 год работал в газете «Известия»: в июне—сентябре 1998 года — редактор отдела экономики, в сентябре 1998—январе 2000 года — редактор отдела политики, с января 2000 года — политический обозреватель.
В 2001—2005 годах занимал должность исполнительного директора по связям с общественностью в аудиторско-консалтинговой компании ФБК.
В 2005 году вернулся в газету «Известия» и до 2006 года работал там заместителем главного редактора.
В 2006—2007 годах являлся главным редактором главной редакции общественно-политических материалов «РИА Новости» и там же был политическим обозревателем.
В 2007—2008 годах был заместителем главного редактора журнала «The New Times».
В 2009—2010 годах — президент Фонда «Центр политической философии».
С 2010 по 2015 год — редактор рубрики «Мнения и комментарии» и обозреватель «Новой газеты», в 2011—2014 годах также входил в редколлегию издания.
C 2015 года являлся старшим научным сотрудником и руководителем программы «Российская внутренняя политика и политические институты» Московского центра Карнеги, оставался им вплоть до закрытия Центра российскими властями в 2022 году. Затем с 2022 по 2024 год был старшим научным сотрудником Фонда Карнеги (в 2023—2024 годах — в составе Берлинского центра Карнеги по изучению России и Евразии).
С 2022 года — обозреватель «Новой газеты».
Является членом управляющего совета (до 2017 года — правления) Фонда Егора Гайдара.
С 2012 года является членом Комитета гражданских инициатив.
С 2019 года входил в состав совета Центра антикоррупционных исследований и инициатив «Transparency International — Россия» (российского отделения международной организации «Transparency International»).
С 2018 года входит в состав научного консультативного совета Финского института международных отношений (Finnish Institute of International Affairs)(en).
В разное время был обозревателем интернет-издания «Газета.ru», колумнистом газеты «Ведомости», «Российской газеты», журнала «Профиль», российской версии «Forbes», постоянным автором «Независимой газеты», газеты «Новое русское слово» (США), журнала «Огонёк», заведующим московским отделением русского эмигрантского журнала «Время и мы», обозревателем программы «Человек и общество» московского бюро радио «Свобода», сотрудничал с газетой «Сегодня».
Преподавал в Высшей школе экономики: вёл курс «Базовые понятия и тематические направления политической журналистики» в Высшей школе журналистики и курс «Язык и текст в современной медиасреде» в Международном институте экономики и финансов (МИЭФ).
Был PR-консультантом и спичрайтером ряда российских политиков, PR- и GR-консультантом ряда российских корпоративных структур.
Входил в креативный совет Союза правых сил.
Входил в сценарную группу «Клуба 2015».
23 декабря 2022 года внесён Минюстом России в список «иностранных агентов».

## Семья
- Жена — писательница Маша Трауб (литературный псевдоним — девичья фамилия свекрови). Пара воспитывает троих детей: Серафиму, Василия и Ивана (сына Колесникова от первого брака)[22].

## Награды
- 1993 год — лауреат премии журнала «Огонёк»[23].
- 1999 год — лауреат премии Адама Смита, присуждаемой Институтом экономики переходного периода (ныне — Институт экономической политики имени Е. Т. Гайдара), «за отстаивание экономической свободы в России»[24].
- 2007 год — лауреат премии Федерального агентства по печати РФ за книгу «Спичрайтеры»[25].
- 2007 год — лауреат премии Союза журналистов России «Золотое перо России» за «актуальную политическую публицистику последних лет»[26].
- 2021 год — лауреат премии Егора Гайдара, присуждаемой Фондом Егора Гайдара, «за выдающийся вклад в области истории»[27].

## Книги
- Гулиев В. Е., Колесников А. В. Отчуждённое государство: Проблемы политического и правового отчуждения в современной России. — М.: «Манускрипт», 1998 (2-е издание — 2004). — 214 с.
- Колесников, Андрей, Привалов, Александр. Новая русская идеология. Хроника политических мифов. 1999—2000. — М.: Издательство ГУ ВШЭ, 2001. — 364 с. — 3000 экз. — ISBN 5-7598-0098-1.
- Колесников, Андрей. Неизвестный Чубайс. Страницы из биографии. — М.: «Захаров», 2003. — 160 с. — 20 000 экз. — ISBN 5-8159-0377-9.
- Колесников, Андрей. Спичрайтеры. Хроника профессии, сочинявшей и изменявшей мир. — М.: «АСТ», «АСТ Москва», «Хранитель», 2007. — 336 с. — 4000 экз. — ISBN 978-5-17-041994-4; ISBN 978-5-9713-5892-3; ISBN 978-5-9762-3523-6.
- Колесников, Андрей. Анатолий Чубайс. Биография. — М.: «АСТ», «АСТ Москва», 2008. — 350 с. — 7000 экз. — ISBN 978-5-17-053035-9; ISBN 978-5-9713-8748-0.
- Колесников, Андрей. Попытка словаря. Семидесятые и ранее. — М.: «РИПОЛ классик», 2010. — 320 с. — 3000 экз. — ISBN 978-5-386-02280-8.
- Колесников, Андрей. Идея университета. Несколько эпизодов из жизни Высшей школы экономики. — М.: «Российская политическая энциклопедия (РОССПЭН)», 2012. — 311 с. — 2000 экз. — ISBN 978-5-8243-1727-5.
- Колесников, Андрей. Холодная война на льду. — М.: Новая газета, 2012. — 140 с. — ISBN 978-5-9114-7031-9.
- Колесников, Андрей. Диалоги с Евгением Ясиным. — М.: Новое литературное обозрение, 2014. — 240 с. — ISBN 978-5-4448-0161-1.
- Колесников, Андрей. Опыт свободной жизни. Юрий Сенокосов, Елена Немировская и Московская школа гражданского просвещения. — Киров: О-Краткое, 2017. — 191 с. — ISBN 978-5-91402-222-5.
- Колесников, Андрей. Дом на Старой площади. — АСТ, 2018. — 352 с. — ISBN 978-5-17-110349-1.
- Колесников А. В., Минаев Б. Д. Егор Гайдар: Человек не отсюда. — М.: Молодая гвардия, 2021. — 602[6] с.: ил. — (Жизнь замечательных людей).
- Колесников, Андрей. Пять пятилеток либеральных реформ: Истоки российской модернизации и наследие Егора Гайдара. — М.: Новое литературное обозрение, 2022. — 608 с., [8] л. ил. — (Либерал.ru). — ISBN 978-5-4448-1811-4.

## Интервью
- Андрей Колесников и Лев Шлосберг: «Идеология в стиле «новый ампир» / Люди мира // ГражданинЪ TV. 17 ноября 2023.